# The Complex (album)
The Complex è il secondo album dei Blue Man Group, pubblicato il 22 aprile 2003. Ha debuttato alla sessantesima posizione nelle classifiche di Billboard.